# 北方联盟 (阿富汗)

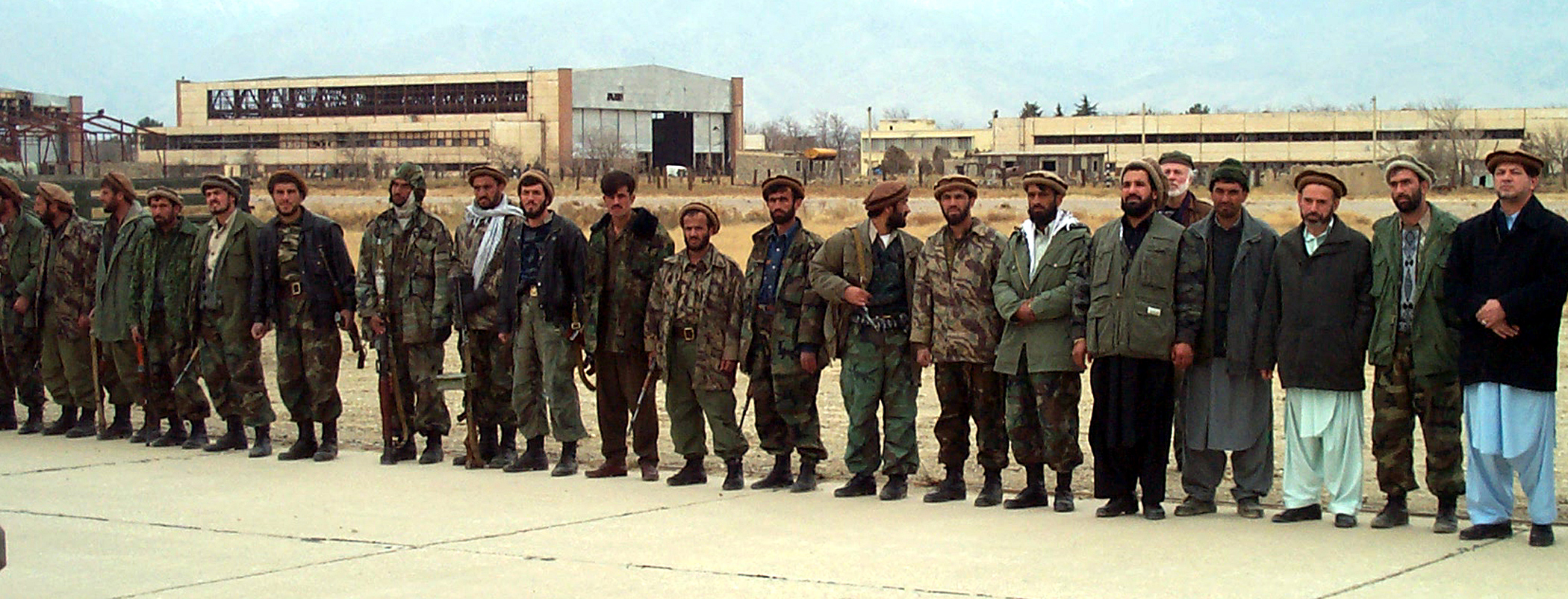
2001年12月16日，北方联盟的部队在巴格拉姆空军基地的跑道旁列队

拯救阿富汗伊斯兰联合阵线（波斯語：جبهه متحد اسلامی ملی برای نجات افغانستان），通称北方联盟（ائتلاف شمال），是一个由阿富汗内战期间不同派别的反塔利班武装建立的军事政治联盟组织。它将很多曾經互相敌对的阿富汗的军事派别联合了起来，共同抵抗塔利班的阿富汗伊斯兰酋长国。1996-2001年该联盟所属的阿富汗伊斯兰国为国際承认的阿富汗政府代表。
2001年，九一一袭击事件後美國入侵阿富汗，在美国、英国、加拿大等北約国家的支持下，北方联盟成功地从塔利班手中夺回了大部分阿富汗领土。
2021年，喀布尔陷落后，原北方联盟的领袖们和其他反塔利班势力在潘傑希爾省重组为新的抵抗力量民族抵抗阵线。

## 历史
推翻了苏联扶植的阿富汗民主共和国的圣战者们建立了阿富汗伊斯兰国，但是各派别的圣战者互相攻击，1994年塔利班开始崛起，各派军阀先后被其攻击，1996年首都喀布尔被塔利班武装攻陷。
此时，圣战者们开始寻求建立一个联盟，虽然阿布都·拉希德·杜斯塔姆以及其他军阀属于不同的部落，但政治倾向均承认阿富汗伊斯兰国，所以，处于不利地位的政府设计了一种策略在不触动他们政治神经的情况下利用这些武装的策略。虽然阿富汗伊斯兰国被大多数国家认为是合法政权，但是它仅仅控制了不到30%的国土，布爾漢努丁·拉巴尼总统是名义上的拯救阿富汗全国统一伊斯兰阵线的首脑，但在中央政府并无多少权力，而且他们的人士变动非常频繁。唯一例外的是国防部长的职位，长期由艾哈迈德·沙阿·马苏德和穆罕默德·法希姆担任。
在911恐怖袭击之前，俄罗斯、中华人民共和国、獨立國家聯合體、印度、土耳其和伊朗都对北方联盟给予了一定的支持，巴基斯坦、沙特阿拉伯和阿拉伯联合酋长国支持塔利班。
支配北方联盟的主要是三个族群包括占阿富汗人口的27%第二大族群塔吉克族、以及各占阿富汗人口9%的哈扎拉族和乌兹别克族。

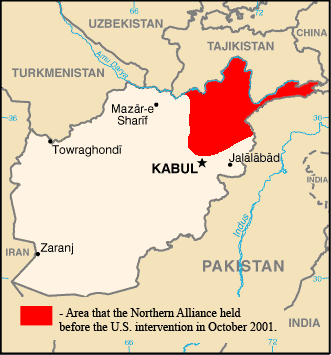
2001年10月以前的阿富汗局势

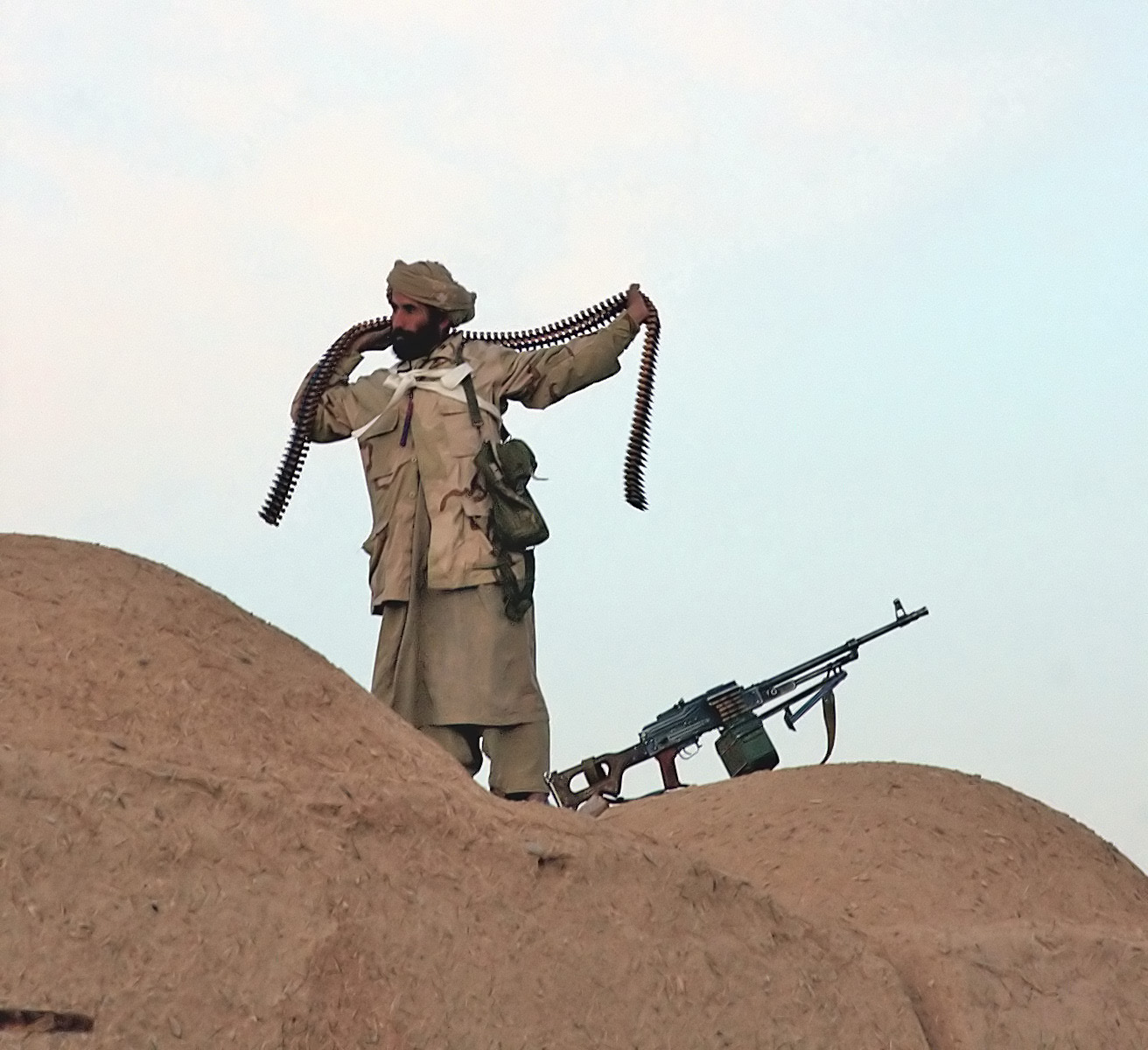
赫尔曼德省的北方联盟机枪手，攝於2002年1月1日

从塔利班1996年的胜利到2001年911恐怖袭击之前，北方联盟控制着阿富汗约30%的领土，比如巴达赫尚省, 卡比萨省，塔哈尔省以及帕尔旺省，库纳尔省, 努尔斯坦省，拉格曼省，昆都士省的一部分，它们全部都是阿富汗北部的省份，这也是北方联盟这个名称的来源。
北方联盟的政治领导人是布爾漢努丁·拉巴尼总统，但是他仅仅是那些派系领导人的头面人物而已。艾哈迈德·沙阿·马苏德是北方联盟的国防部长，他曾经是北方联盟中最强大的角色。他指挥着大约1万人的武装部队。据估计，北方联盟的部队总共有大约4万人左右，同时马苏德的部队也是这些部队中装备最精良，训练最好的部队。还有一些其他的军事领导人控制着北方联盟的其他一些派别，其中包括阿布都·拉希德·杜斯塔姆、穆罕默德·法希姆以及伊斯梅尔汗等。 
在2001年9月13日，艾哈迈德·沙阿·马苏德被确认已于9月9日被伪装成沙特阿拉伯记者的基地组织杀手刺杀身亡。几天后，马苏德的副手，塔吉克人穆罕默德·法希姆接替马苏德的位置。在2001年的11月到12月间，美军对塔利班实施的大规模轰炸中，北方联盟恢复对阿富汗多数地区的控制，其中包括首都喀布尔等重镇。在穆罕默德·法希姆的领导下，马苏德的部队获得大量来自美国的支援，并且逐步壮大自己的力量。
北方联盟的空军主要来自苏联入侵阿富汗时带来的和后来购买的一些飞机，其中包括米格-21，米-8，米-17，米-24等。在俄罗斯的帮助下，这些飞机落入北方联盟手中后得到了一些配件，得以一直保持可以使用的状态。但是它们经常与塔利班的地面和空中部队进行激烈的战斗，只有很少一部分幸存了下来。

## 影响
北方联盟在卡尔扎伊的阿富汗过渡政府中拥有非常强大的影响力，尤其是穆罕默德·法希姆成为阿富汗副总统和国防部长，尤努斯·卡努尼成为教育部长和国家安全顾问。很多国外观察员都认为这种优势会让法希姆或者卡努尼成为卡尔扎伊的副总统，但卡尔扎伊选择前北方联盟领导人马苏德的弟弟艾哈迈德·齐亚·马苏德作为副总统。
卡尔扎伊以55.4%的选票赢得2004年的总统选举，領先三个前北方联盟的领袖，卡努尼（16.3%），莫哈奇克（11.7%）和杜斯塔姆（10%）。北方联盟的大部分人后来都成为拉巴尼领导的联合民族阵线的一部分，其中还有很多前北方联盟的领导人，如国会发言人尤努斯·卡努尼、穆罕默德·法希姆、杜斯塔姆，副总统艾哈迈德·齐亚·马苏德。联合民族阵线给自己定位为“效忠”卡尔扎伊，相当数量的前北方联盟领导人效忠于卡尔扎伊，其中包括阿卜杜尔·拉苏尔·萨亚夫。
一些前北方联盟的军事力量现在已经被阿富汗的军队吸收，很多剩下的部队在全国性的解除武装计划中放下了武器。阿富汗国民军的存在，让前北方联盟的部队采取军事行动反对有着北约背景的新政府的威胁大大减少。阿富汗的很多军界高官都是前北方联盟的成员，其中包括国防部长阿卜杜勒·拉希姆·瓦尔达克。

## 爭議
有很多关于北方联盟违背人权的批评，例如Dasht-i-Leili屠杀等。人权观察组织公布的文件显示，军阀们的内部斗争和秘密处决，广泛的强奸行为，肆意的拘禁和灭绝让平民人权状况非常恶劣。
在2001年之前，全世界約71%的罂粟是由阿富汗提供的，除了塔利班之外，北方联盟也一样有種植罂粟的行為。2001年联合国的一项调查更显示，在塔利班禁止种植罂粟之后，2001年阿富汗的罂粟产量下降了91%，但是北方联盟控制区的罂粟种植依然保持稳定。